# Isabella de Mar
Isabella de Mar (c. 1277-1296) fue la primera esposa de Roberto the Bruce. Hija de Domhnall I, Conde de Mar, y de  Elena (1246-1295), hija de Llywelyn el Grande, que anteriormente había estado casada con Maol Choluim II, Conde de Fife.
Isabella era una joven saludable al momento de casarse con el conde de Carrick, Roberto the Bruce, cuyo padre era bisnieto del rey David I, lo que le permitió a Bruce reclamar los derechos al trono, llegando así a ser el rey de Escocia. A pesar de los riesgos, pudo ver las ventajas de que las dos familias se unieran al contraer matrimonio, a la vez que daban a luz a un heredero al trono. Mar fue la primera en otorgar la herencia de su familia a los Bruce.
Isabella se casó con Roberto a los 18 años y dice la leyenda que estaban muy enamorados. Luego de su casamiento, pronto quedó embarazada y aunque tuvo un saludable embarazo, murió después de dar a luz a su hija, Marjorie Bruce, en 1296. El viudo se casó por segunda vez seis años más tarde con Isabel de Burgh.
La hija de Isabella, la princesa Marjorie, se casó con Walter Estuardo, VI gran senescal de Escocia, y el hijo de ambos se convirtió en Roberto II de Escocia. De él descienden los monarcas de la Casa de Estuardo y las siguientes familias reales de Escocia e Inglaterra.